# Échanges de pin's aux Jeux olympiques
 (octobre 2022).

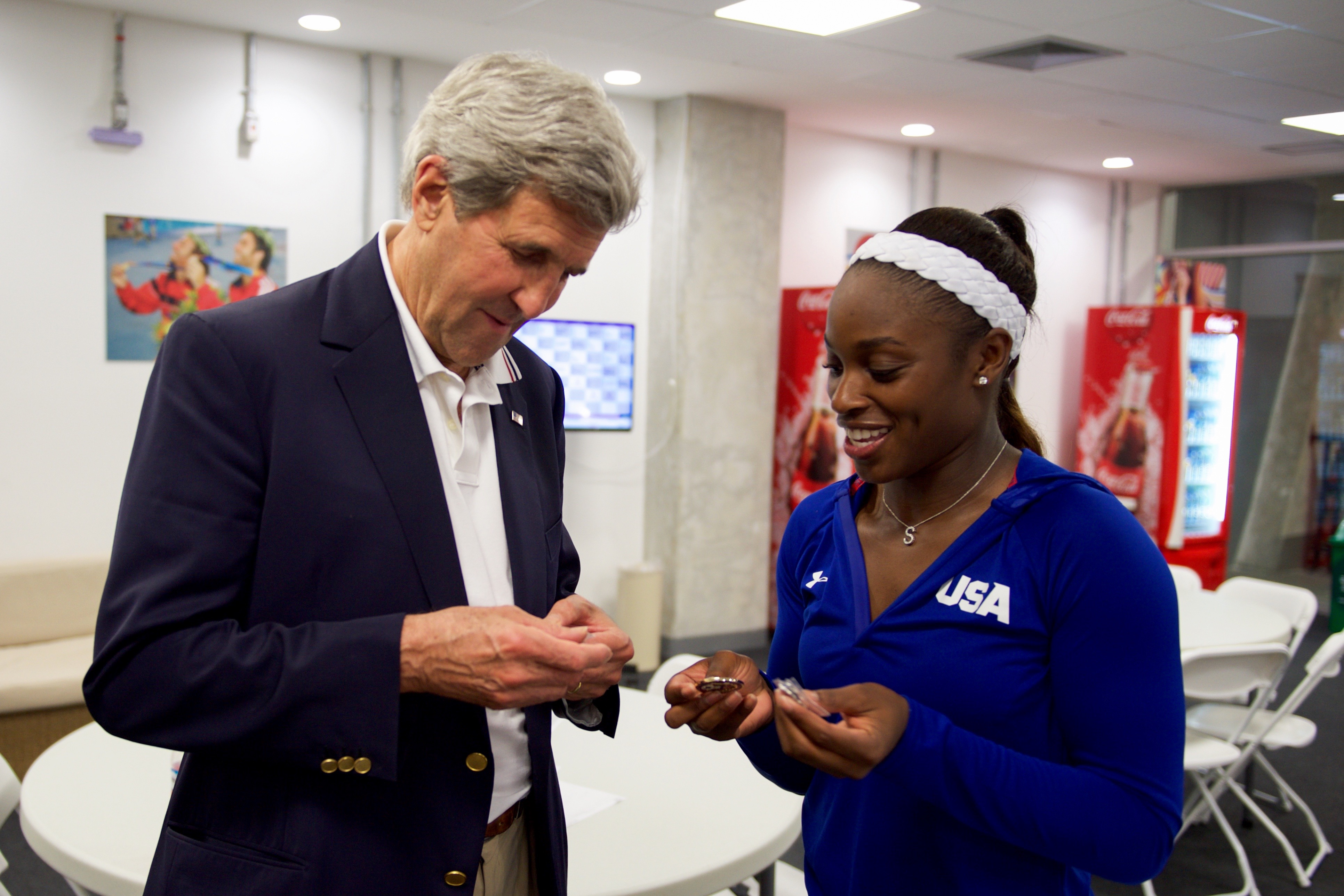
L'ex-secrétaire d'État des États-Unis John Kerry échangeant un pin's avec la joueuse de tennis Sloane Stephens.

La tradition des échanges de pin's aux Jeux olympiques remonte aux Jeux olympiques de 1896. Au début de chaque Jeux olympiques d'été comme d'hiver, les athlètes se voient offrir par leur délégation des pin's aux couleurs de leur pays. Lorsque les athlètes se trouvent dans le village olympique, ils échangent leur pin's avec d'autres athlètes venant d'autres pays ou encore avec des journalistes.

## Histoire

### Début du phénomène

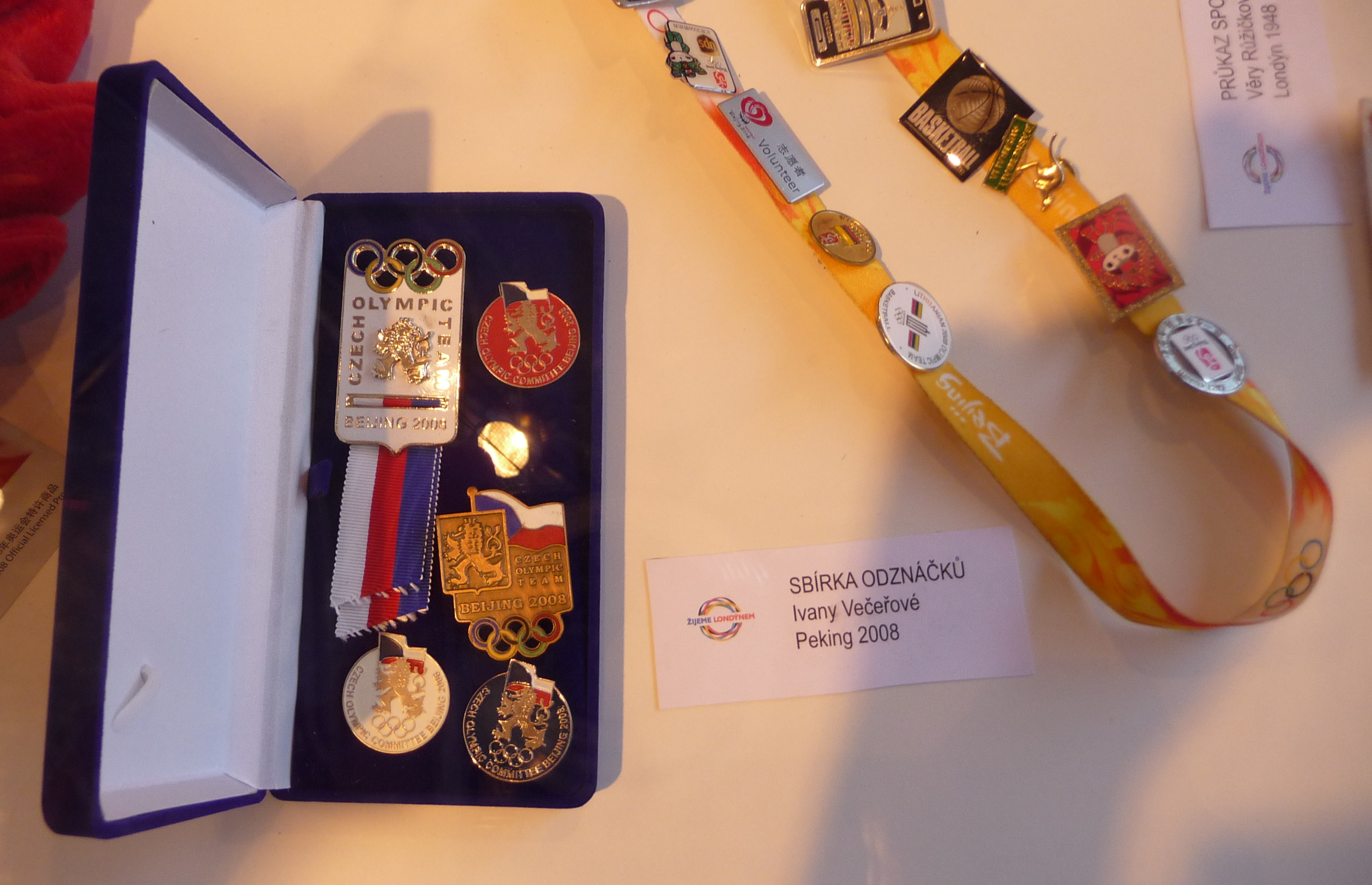
Une athlète avec sa collection de pin's récoltés lors des Jeux de 2008.

Lors des Jeux d'Athènes 1896 apparaissent de petits symboles en bois attachés sur les vêtements des sportifs olympiques. Les pin's jouent d'abord le rôle de badges permettant d'identifier les athlètes (pin's bleus), les juges (pin's rose) et les officiels (pin's rouge),.
Les premiers pin's personnalisés par nation apparaissent lors des Jeux d'Athènes 1906. Seuls deux pays ont ces épingles, la France et la Suède, mais rien d'officiel n'est organisé.
L'essor du pin's va avoir lieu dans les années 1980-1990, lorsque chaque délégation commence à décliner ses couleurs sur des petits badges qu'ils donnent à leurs athlètes. Des collectionneurs commencent également à s'intéresser au marché des pin's olympiques.
Aujourd'hui, athlètes, volontaires, sponsors, journalistes et arbitres échangent leurs pin's dans le village olympique ou entre les épreuves.

### Arrivée commerciale

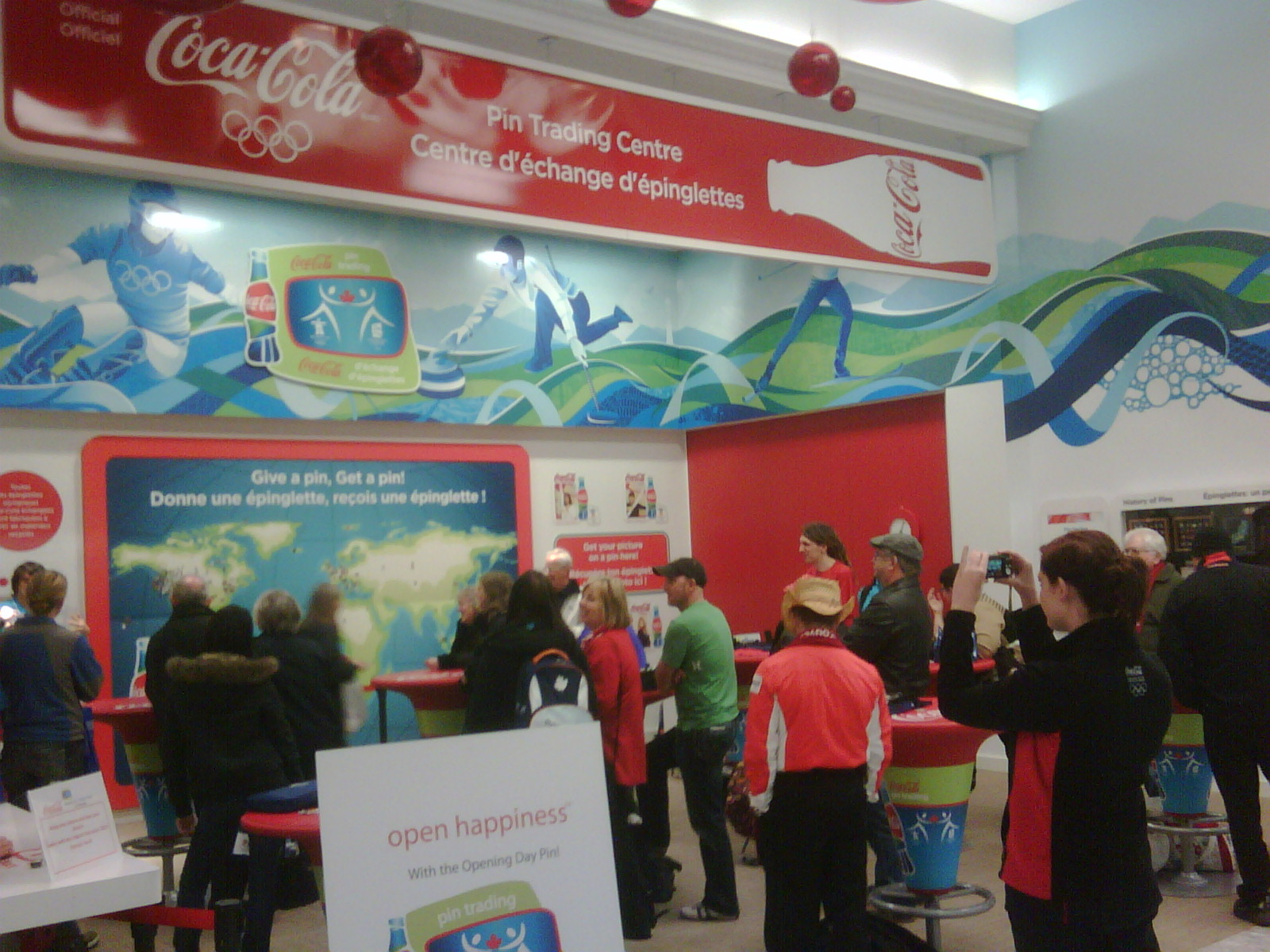
Un Coca-Cola Pin Trading Centre en 2010 à Vancouver.

De nombreux comités d'organisations, conscients de l'ampleur du mouvement, décident de créer des Bourses aux pin's. Ces lieux se trouvent généralement dans la zone internationale du village olympique ou encore dans le centre-ville, à proximité des lieux de compétition.
Un accord est trouvé entre le Comité international olympique (CIO) et l'entreprise Coca-Cola en 1988. Depuis cette date, l'entreprise se charge de l'organisation de ces lieux d'échanges appelés les Coca-Cola Pin Trading Center et le premier centre voit le jour pour les Jeux d'hivers de Calgary en 1988. En 1982, l'un des premiers club de collectionneurs américain, le Olympin Collectors Club, voit le jour. Le CIO créera à partir de 1984 plusieurs fédérations (Philatélique, Memorabilia, Numismatique,) afin de garder le contrôle et soutenir le développement des collections olympiques. Le manque de leadership pour deux de ces fédérations ainsi que la création de clubs qui couvraient tous les aspects de la collection rendra inadapté la structure de fédération. Il reconnaitra en 2009 que de garder le contrôle de celles-ci n'est plus souhaitable en raison du modèle même de gouvernance de ces clubs. C'est ainsi qu'à partir de 2010, le CIO officialisera la dissolution de ces fédérations et mettra en place un groupe de travail composé des  membres les plus importants des clubs de collectionneurs des ex-fédération. En 2014, l'Association Internationale des Collectionneur Olympiques (AICO) est fondée avec le soutien du CIO par 19 clubs, avant de finalement obtenir le statut d'organisation reconnue en décembre 2015.
En juin 2021, le CIO lance une collection de pin's olympique en NFT. Lors des Jeux d'hiver 2022, une planche de pin's commémorative est remise à l'équipe américaine de curling au cours d'un match les opposant à la Chine.

## Valeur des pin's
Certains pin's sont plus recherchés que d'autres. Dans le village olympique, certains athlètes sont prêts à échanger deux ou trois de leurs pin's contre celui d'un autre pays.
Le facteur principal de rareté est le nombre d'athlètes présents pour chaque pays. Le Bénin, avec 7 athlètes présents aux Jeux de Tokyo 2020, n'avait que 7 pin's. Ce faible nombre de pin's fait alors augmenter leur valeur.
En plus de ces échanges, un marché de collections de pin's des Jeux olympiques existe. Très convoités en fonction de leur nombre d'exemplaires ou encore de leur série, des salons leur sont consacrés avec des prix pouvant monter à des dizaines voire centaines d'euros pour certaines collections,.

## Galerie

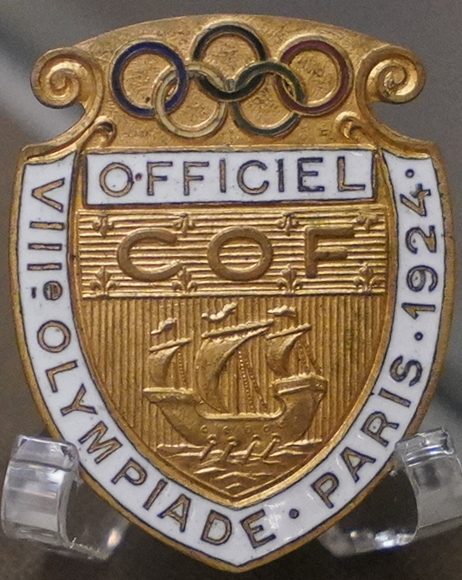
Badge des Jeux d'été 1924 à Paris (France).
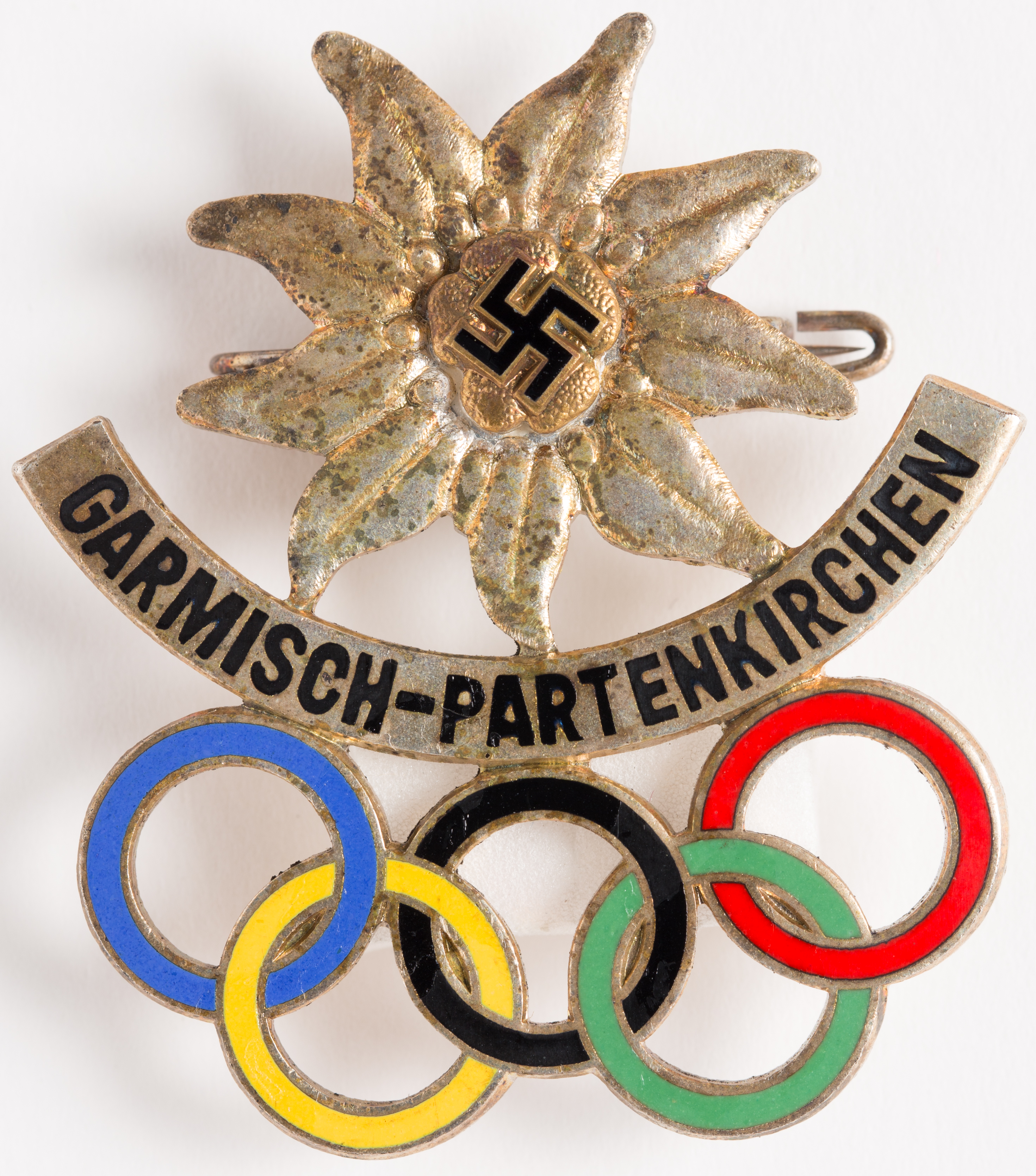
Badge des Jeux d'hiver 1936  à Garmisch-Partenkirchen (Allemagne).
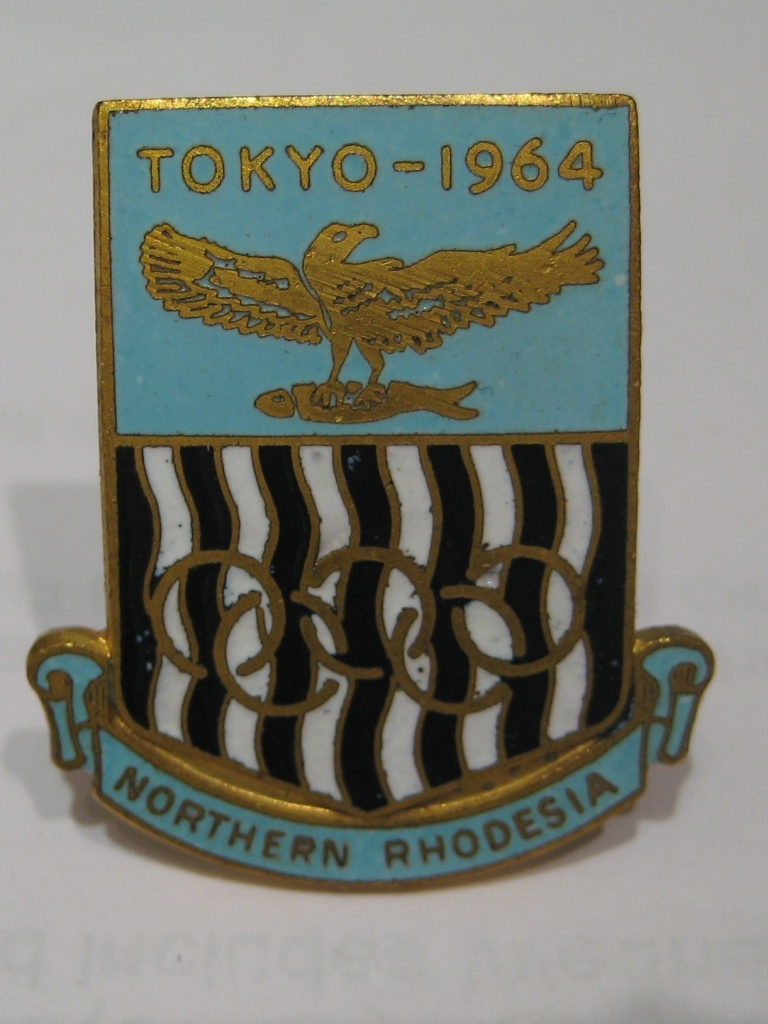
Badge de la Rhodésie du Nord lors des Jeux d'été 1964 à Tokyo (Japon).